# Adrián Uribe
Adrián García Uribe (Cidade do México, 8 de setembro de 1972) é um ator, apresentador, dublador e comediante mexicano, conhecido por interpretar Vitor na série humorística La hora pico, e Johnny na telenovela Mi corazón es tuyo.

## Filmografia

### Televisão
- Humor es... Los Comediante (1999-2001) - Poncho Aurelio
- La hora pico (2000–2007) - Ele mesmo / Vários personagens
- Cómplices al rescate (2002) - Desenhista
- Alma de hierro (2008-2009) - Ezequiel Hierro
- 100 Mexicanos dijeron (2009) - El Victor
- Hermanos y detectives (2009) - Gustavo Mancilla
- Los héroes del norte (2010) - El Junior
- Por ella soy Eva (2012) - Júlio Chaves
- Hotel todo incluido (2013) - El dueño / Carmelo / Victor / Serapio
- STANDparados (2013) - Ele mesmo
- Mi corazón es tuyo (2014-2015) - Juan "Johnny" Gutiérrez
- Nosotros los guapos (2016-) - El Victor
- Cómo tú no hay dos (2019-2020) - Ricardo Reyes

### Cinema
- Brother Bear (2000) - Tuke (voz)
- Garfield: The Movie (2004) - Garfield (voz)
- Garfield: A Tail of Two Kitties (2006) - Garfield (voz)
- Mejor que la vida (2008)
- Cabeza de buda (2009) - Enrico
- Suave patria (2012) - Arturo Ordoñes
- Mr. Peabody and Sherman (2014) - Peabody (voz)